# Bilokuràkine
Bilokuràkine (en ucraïnès: Білокуракине, en rus: Белокуракино, Belokuràkino) és una vila, un possiólok de l'óblast de Luhansk a Ucraïna, situada actualment a zona ocupada República Popular de Luhansk de la Rússia. El 2019 tenia 6.526 habitants.